# Gameplay (evenement)
Gameplay was een jaarlijks terugkerend evenement voor gamers. Dit evenement vond meestal plaats tijdens de HCC-dagen in de Jaarbeurs Utrecht in het laatste weekend van november. Tijdens het evenement lieten uitgevers en ontwikkelaars hun nieuwste spellen en consoles aan het grote publiek zien. Ook worden de TMF Game Awards op de Gameplay uitgereikt.
In 2006 werd Gameplay voor het eerst samen georganiseerd door de voormalige concurrenten Power Unlimited en Eventex na een samenvoeging van Power Unlimited Gameplay en Gamexpo.
Doordat de HCC-dagen in 2007 niet door gingen, werd het evenement dit jaar geheel zelfstandig georganiseerd.
Het was de bedoeling om in 2008 Gameplay om te dopen tot GameLife. Maar GameLife is toch niet van de grond gekomen. De voormalige partners gingen uit elkaar. De mensen achter GameKings organiseerden op 27 september 2008 hun eigen evenement Firstlook. Power Unlimited ging verder met HCC-dagen en HUB om het Het Multimedia Event te organiseren (HME).